# The Book of Clarence
The Book of Clarence är en amerikansk biblisk dramakomedifilm från 2023. Filmen är regisserad av Jeymes Samuel som även skrivit filmens manus. Filmen hade premiär i USA den 12 januari 2024.

## Handling
Denna bibliska film kretsar inte kring Jesus, Moses eller Abraham, utan handlar istället om den något mer okände Clarence. 

## Rollista (i urval)
- LaKeith Stanfield - Clarence
- Omar Sy - Barabbas
- Anna Diop - Varinia
- RJ Cyler - Elijah
- David Oyelowo - Johannes Döparen
- Micheal Ward - Judas Iskariot
- Alfre Woodard - Maria
- Brian Bovell - Joseph
- Teyana Taylor - Mary Magdalene
- Caleb McLaughlin - Dirty Zeke
- Marianne Jean-Baptiste - Amina
- James McAvoy - Pontus Pilatus
- Benedict Cumberbatch - Benjamin
- Nicholas Pinnock - Jesus
- Tom Glynn-Carney - Decimus
- Tom Vaughan-Lawlor - Antoninus